# Танзания на летних Олимпийских играх 1972
Танзания принимала участие в Летних Олимпийских играх 1972 года в Мюнхене (ФРГ) в третий раз за свою историю, но не завоевала ни одной медали.

## Результаты соревнований

### Бокс
Спортсменов — 8
| Спортсмен         | Категория  | 1/32               | 1/16                                                                | 1/8                                                                        | Четвертьфиналы       | Полуфиналы           | Финал                | Место |
| Спортсмен         | Категория  | Соперник Результат | Соперник Результат                                                  | Соперник Результат                                                         | Соперник Результат   | Соперник Результат   | Соперник Результат   | Место |
| ----------------- | ---------- | ------------------ | ------------------------------------------------------------------- | -------------------------------------------------------------------------- | -------------------- | -------------------- | -------------------- | ----- |
| Бакари Селеман    | До 48 кг   |                    | Ким У Гиль (PRK) Пор. KO 1 раунд                                    | Завершил выступление                                                       | Завершил выступление | Завершил выступление | Завершил выступление | 17    |
| Саиди Тамбве      | До 51 кг   |                    | Ю Чен Ман (KOR) Пор. 0:5 (56:60, 57:60, 56:60, 56:60, 57:60)        | Завершил выступление                                                       | Завершил выступление | Завершил выступление | Завершил выступление | 17    |
| Флевитус Битегеко | До 54 кг   |                    | Марьян Лазэр (ROM) Пор. 0:5 (54:60, 55:60, 55:60, 54:60, 56:60)     | Завершил выступление                                                       | Завершил выступление | Завершил выступление | Завершил выступление | 17    |
| Хабибу Киньоголи  | До 57 кг   |                    | Сот Сан (CAM) Поб. 5:0 (60:57, 60:58, 60:57, 60:54, 60:58)          | Антонио Рубио Фернандес (ESP) Пор. 0:5 (57:60, 56:60, 56:60, 57:60, 56:60) | Завершил выступление | Завершил выступление | Завершил выступление | 9     |
| Роберт Мвакосья   | До 63,5 кг |                    | Звонимир Вуин (YUG) Пор. RSC 3 раунд                                | Завершил выступление                                                       | Завершил выступление | Завершил выступление | Завершил выступление | 17    |
| Мбвана Мканга     | До 67 кг   |                    | Вартекс Парсанян (IRI) Пор. 0:5 (54:60, 57:60, 54:60, 55:60, 56:60) | Завершил выступление                                                       | Завершил выступление | Завершил выступление | Завершил выступление | 17    |
| Титус Симба       | До 75 кг   |                    |                                                                     | Рейма Виртанен (FIN) Пор. 2:3 (58:58, 58:58, 58:58, 57:58, 57:58)          | Завершил выступление | Завершил выступление | Завершил выступление | 9     |
| Самсон Лайзер     | До 81 кг   |                    | Гульельмо Спинелло (ITA) Пор. KO 2 раунд                            | Завершил выступление                                                       | Завершил выступление | Завершил выступление | Завершил выступление | 17    |

### Лёгкая атлетика
Спортсменов — 7
Мужчины
| Дисциплина       | Спортсмены                                          | Первый раунд | Первый раунд | Четвертьфинал        | Четвертьфинал        | Полуфинал             | Полуфинал             | Финал                 | Финал                 |
| Дисциплина       | Спортсмены                                          | Результат    | Место        | Результат            | Место                | Результат             | Место                 | Результат             | Место                 |
| ---------------- | --------------------------------------------------- | ------------ | ------------ | -------------------- | -------------------- | --------------------- | --------------------- | --------------------- | --------------------- |
| 100 м            | Норман Чихота                                       | 10,79        | 5            | Завершил выступление | Завершил выступление | Завершил выступление  | Завершил выступление  | Завершил выступление  | Завершил выступление  |
| 200 м            | Хамад Нди                                           | 21,74        | 7            | Завершил выступление | Завершил выступление | Завершил выступление  | Завершил выступление  | Завершил выступление  | Завершил выступление  |
| 400 м            | Клавер Каманья                                      | 46,18        | 3 Q          | 46,55                | 4                    | Завершил выступление  | Завершил выступление  | Завершил выступление  | Завершил выступление  |
| 1500 м           | Филберт Бэйи                                        | 3:45,4       | 6            |                      |                      | Завершил выступление  | Завершил выступление  | Завершил выступление  | Завершил выступление  |
| 3000 м           | Филберт Бэйи                                        | 8:41,4       | 9            |                      |                      |                       |                       | Завершил выступление  | Завершил выступление  |
| Марафон          | Джулиус Вакачу                                      |              |              |                      |                      |                       |                       | DNF                   | DNF                   |
| Эстафета 4×100 м | Обеди Мванга Норман Чихота Клавер Каманья Хамад Нди | 41,07        | 5            |                      |                      | Завершили выступление | Завершили выступление | Завершили выступление | Завершили выступление |
| Эстафета 4×400 м | Хамад Нди Обеди Мванга Омари Абдалла Клавер Каманья | 3:10,1       | 6            |                      |                      |                       |                       | Завершили выступление | Завершили выступление |